# Remus Opreanu (Constanța)
Remus Opreanu (antiguamente Alibeiceair) es una localidad rumana del municipio de Medgidia, en el condado de Constanța.

## Toponimia
El nombre antiguo de la localidad puede encontrarse mencionado como Ali-Bei-Ceair, Alibeiceair, Aliba-Ceair y Alibei-Ceair. Pasó a llamarse Remus Opreanu.

## Historia
Hacia finales del siglo XIX la localidad, que ya por entonces pertenecía al condado de Constanța, tenía contabilizada una población de 117 habitantes y formaba parte de la comuna de Cocargea.
En la segunda mitad del siglo XX la localidad había pasado a formar parte del municipio de Medgidia. En el censo de 2021 la localidad tenía una población de 316 habitantes.